# Nicolae Forminte
Nicolae Forminte (n. 17 octombrie 1956) este un antrenor de gimnastică român de talie mondială, fostul coordonator al lotului de gimnastică feminină a României la Jocurile Olimpice de la Beijing din 2008. Nicolae Forminte a activat în această funcție între 2005 și 2010.
Nicolae Forminte a fost antrenorul a numeroase gimnaste române de valoare mondiale, Simona Amînar, Lavinia Miloșovici, Gina Gogean, Claudia Presecan, Corina Ungureanu, Maria Olaru, Andreea Răducan, Sandra Izbașa, Adriana și Anamaria Tămîrjan cu care a cucerit peste 100 de medalii olimpice, mondiale și europene. El a preluat lotul de gimnastică în 2005 și a demisionat de la lotul național de gimnastică la 1 iunie 2010.

## Biografie
După un palmares sportiv strălucitor, cucerind peste o sută de medalii (de aur, argint și bronz), Nicolae Forminte activează actualmente în Italia, la clubul sportiv Gal Lissone din provincia Emilia Romagna.

## Distincții
- Ordinul “Meritul Sportiv” clasa a II-a cu 2 barete (27 august 2008) [1]

## Lotul național de gimnastică al României
Nicolae Forminte a antrenat lotul național de gimnastică al României între 2005 și 2010, incluzând participarea de la Jocurile Olimpice de vară de la Beijing, din 2008.
Octavian Bellu, secondat de Mariana Bitang, a preluat funcția de coordonator al lotului feminin de gimnastică artistică a României în 2010, fiind actualul coordonator la lotului pentru Olimpiada de vară de la Londra din 2012.

## Vedeți și
- Listă de gimnaste române
- Lotul de gimnastică feminină a României la Olimpiada de vară, 2008
- Echipa feminină de gimnastică a României la Olimpiada de vară, 2008
- Listă de gimnaști români
- Lotul de gimnastică masculină a României la Olimpiada de vară, 2008
- Echipa masculină de gimnastică a României la Olimpiada de vară, 2008
- Listă de antrenori de gimnastică români